# Claude Bowes-Lyon, 13.º Conde de Strathmore e Kinghorne
Claude I George Bowes-Lyon, 13º Conde de Strathmore e Kinghorne, (21 de julho de 1824 - 16 de fevereiro de 1904) foi um nobre britânico.

## Biografia
Ele foi o terceiro filho de Thomas Bowes-Lyon, Lorde Glamis filho primogênito de Thomas Bowes-Lyon, 11º Conde de Strathmore e Kinghorne e de sua esposa Charlotte Grimstead.

## Carreira
Em 1865, Claude sucedeu seu irmão mais velho Thomas na herança de títulos paternos tendo assim se tornando o 13º Conde de Strathmore e Kinghorne.
Em 1887 foi criado o título de Barão Bowes do Castelo Streatlam e Lunedale no Reino Unido.

## Casamento
Claude se casou em 28 de setembro de 1853 com Frances Dora Smith filha de Oswald Smith e Henrietta Mildred Hodgson, e juntos tiveram 11 filhos:
| Nome                                                    | Nascimento              | Morte                   | Idade   |
| ------------------------------------------------------- | ----------------------- | ----------------------- | ------- |
| Claude Bowes-Lyon, 14.º Conde de Strathmore e Kinghorne | 14 de março de 1855     | 7 de novembro de 1944   | 89 anos |
| Francis Bowes-Lyon                                      | 23 de fevereiro de 1856 | 18 de fevereiro de 1948 | 91 anos |
| Ernst Bowes-Lyon                                        | 4 de agosto de 1858     | 27 de dezembro de 1891  | 33 anos |
| Herbert Bowes-Lyon                                      | 15 de agosto de 1860    | 14 de abril de 1897     | 37 anos |
| Patrick Bowes-Lyon                                      | 5 de março de 1863      | 5 de outubro de 1946    | 83 anos |
| Constance Frances Bowes-Lyon                            | 8 de outubro de 1865    | 19 de novembro de 1951  | 86 anos |
| Kenneth Bowes-Lyon                                      | 6 de abril de 1867      | 9 de janeiro de 1911    | 43 anos |
| Mildred Marrion Bowes-Lyon                              | 6 de outubro de 1868    | 9 de junho de 1897      | 29 anos |
| Maud Agnes Bowes-Lyon                                   | 12 de junho de 1870     | 28 de fevereiro de 1941 | 70 anos |
| Evelyn Mary Bowes-Lyon                                  | 16 de julho de 1872     | 15 de março de 1876     | 3 anos  |
| Malcom Bowes-Lyon                                       | 23 de abril de 1874     | 23 de agosto de 1957    | 83 anos |

## Morte
Claude morreu em 16 de fevereiro de 1904, aos 79 anos, em Bordighera.